# Sci di fondo agli XI Giochi olimpici invernali - Staffetta maschile
La competizione della staffetta maschile 4x10 km di sci di fondo agli XI Giochi olimpici invernali si è svolta il 13 febbraio; il percorso aveva partenza e arrivo nel stadio Makomanai e presero parte alla competizione 14 squadre nazionali.

## Classifica Finale
| Pos.    | Nazione          | Atleti              | Tempi Individuali | Tempo Totale |
| ------- | ---------------- | ------------------- | ----------------- | ------------ |
| Oro     | Unione Sovietica | Vladimir Voronkov   | 31'12"52          | 2:04'47"94   |
| Oro     | Unione Sovietica | Jurij Skobov        | 30'55"42          | 2:04'47"94   |
| Oro     | Unione Sovietica | Fëdor Simašev       | 32'18"63          | 2:04'47"94   |
| Oro     | Unione Sovietica | Vjačeslav Vedenin   | 30'21"37          | 2:04'47"94   |
| Argento | Norvegia         | Oddvar Brå          | 31'10"38          | 2:04'57"06   |
| Argento | Norvegia         | Pål Tyldum          | 30'58"11          | 2:04'57"06   |
| Argento | Norvegia         | Ivar Formo          | 31'16"78          | 2:04'57"06   |
| Argento | Norvegia         | Johannes Harviken   | 31'31"79          | 2:04'57"06   |
| Bronzo  | Svizzera         | Alfred Kälin        | 31'54"76          | 2:07'00"06   |
| Bronzo  | Svizzera         | Albert Giger        | 31'40"14          | 2:07'00"06   |
| Bronzo  | Svizzera         | Alois Kälin         | 31'13"11          | 2:07'00"06   |
| Bronzo  | Svizzera         | Eduard Hauser       | 32'12"05          | 2:07'00"06   |
| 4       | Svezia           | Thomas Magnuson     | 31'10"56          | 2:07'03"60   |
| 4       | Svezia           | Lars-Göran Åslund   | 31'59"65          | 2:07'03"60   |
| 4       | Svezia           | Gunnar Larsson      | 31'35"96          | 2:07'03"60   |
| 4       | Svezia           | Sven-Åke Lundbäck   | 32'17"43          | 2:07'03"60   |
| 5       | Finlandia        | Hannu Taipale       | 32'17"19          | 2:07'50"19   |
| 5       | Finlandia        | Juha Mieto          | 30'54"64          | 2:07'50"19   |
| 5       | Finlandia        | Juhani Repo         | 33'47"89          | 2:07'50"19   |
| 5       | Finlandia        | Osmo Karjalainen    | 30'50"47          | 2:07'50"19   |
| 6       | Germania Est     | Gerd Heßler         | 32'19"74          | 2:10'03"73   |
| 6       | Germania Est     | Axel Lesser         | 31'09"53          | 2:10'03"73   |
| 6       | Germania Est     | Gerhard Grimmer     | 33'49"31          | 2:10'03"73   |
| 6       | Germania Est     | Gert-Dietmar Klause | 32'45"15          | 2:10'03"73   |
| 7       | Germania Ovest   | Franz Betz          | 33'08"14          | 2:10'42"85   |
| 7       | Germania Ovest   | Urban Hettich       | 34'06"06          | 2:10'42"85   |
| 7       | Germania Ovest   | Hartmut Döpp        | 32'22"00          | 2:10'42"85   |
| 7       | Germania Ovest   | Walter Demel        | 31'06"65          | 2:10'42"85   |
| 8       | Cecoslovacchia   | Stanislav Henych    | 32'00"85          | 2:11'27"55   |
| 8       | Cecoslovacchia   | Ján Fajstavr        | 31'51"70          | 2:11'27"55   |
| 8       | Cecoslovacchia   | Ján Michalko        | 33'19"57          | 2:11'27"55   |
| 8       | Cecoslovacchia   | Ján Ilavský         | 34'15"43          | 2:11'27"55   |
| 9       | Italia           | Carlo Favre         | 32'43"49          | 2:12'07"11   |
| 9       | Italia           | Elviro Blanc        | 33'13"80          | 2:12'07"11   |
| 9       | Italia           | Renzo Chiocchetti   | 33'29"66          | 2:12'07"11   |
| 9       | Italia           | Ulrico Kostner      | 32'40"16          | 2:12'07"11   |
| 10      | Giappone         | Hideo Tanifuji      | 35'21"60          | 2:13'59"14   |
| 10      | Giappone         | Kunio Shibata       | 32'39"30          | 2:13'59"14   |
| 10      | Giappone         | Akiyoshi Matsuoka   | 33'40"58          | 2:13'59"14   |
| 10      | Giappone         | Tomio Okamura       | 32'17"66          | 2:13'59"14   |
| 11      | Francia          | Jean-Paul Vandel    | 33'35"28          | 2:14'35"98   |
| 11      | Francia          | Roland Jeannerod    | 33'00"69          | 2:14'35"98   |
| 11      | Francia          | Gilbert Faure       | 34'35"09          | 2:14'35"98   |
| 11      | Francia          | Jean Jobez          | 33'24"92          | 2:14'35"98   |
| 12      | Stati Uniti      | Tim Caldwell        | 33'29"43          | 2:14'37"28   |
| 12      | Stati Uniti      | Mike Gallagher      | 33'09"56          | 2:14'37"28   |
| 12      | Stati Uniti      | Larry Martin        | 34'47"78          | 2:14'37"28   |
| 12      | Stati Uniti      | Mike Elliott        | 33'10"51          | 2:14'37"28   |
| 13      | Canada           | Fred Kelly          | 33'30"92          | 2:16'56"41   |
| 13      | Canada           | Roger Allen         | 35'06"61          | 2:16'56"41   |
| 13      | Canada           | Jarl Omholt-Jensen  | 35'34"13          | 2:16'56"41   |
| 13      | Canada           | Malcolm Hunter      | 32'44"75          | 2:16'56"41   |
| -       | Austria          | Herbert Wachter     | DNF               | DNF          |
| -       | Austria          | Josef Hauser        | DNF               | DNF          |
| -       | Austria          | Ulli Öhlböck        | DNF               | DNF          |
| -       | Austria          | Heinrich Wallner    | DNF               | DNF          |

### Prima frazione
| Pos. | Atleta            | Tempo    |
| ---- | ----------------- | -------- |
| 1    | Oddvar Brå        | 31'10"38 |
| 2    | Thomas Magnuson   | 31'10"56 |
| 3    | Vladimir Voronkov | 31'12"52 |
| 4    | Alfred Kälin      | 31'54"76 |
| 5    | Stanislav Henych  | 32'00"85 |
| 6    | Hannu Taipale     | 32'17"19 |
| 7    | Gerd Heßler       | 32'19"74 |
| 8    | Carlo Favre       | 32'43"49 |
| 9    | Franz Betz        | 33'08"14 |
| 10   | Tim Caldwell      | 33'29"43 |
| 11   | Fred Kelly        | 33'30"92 |
| 12   | Jean-Paul Vandel  | 33'35"28 |
| 13   | Hideo Tanifuji    | 35'21"60 |

### Seconda frazione
| Pos. | Atleta            | Individuale | Totale     |
| ---- | ----------------- | ----------- | ---------- |
| 1    | Jurij Skobov      | 30'55"42    | 1:02'07"94 |
| 2    | Pål Tyldum        | 30'58"11    | 1:02'08"49 |
| 3    | Lars-Göran Åslund | 31'59"65    | 1:03'10"21 |
| 4    | Juha Mieto        | 30'54"64    | 1:03'11"83 |
| 5    | Axel Lesser       | 31'09"53    | 1:03'29"27 |
| 6    | Albert Giger      | 31'40"14    | 1:03'34"90 |
| 7    | Ján Fajstavr      | 31'51"70    | 1:03'52"55 |
| 8    | Elviro Blanc      | 33'13"80    | 1:05'57"29 |
| 9    | Roland Jeannerod  | 33'00"69    | 1:06'35"97 |
| 10   | Mike Gallagher    | 33'09"56    | 1:06'38"99 |
| 11   | Urban Hettich     | 34'06"06    | 1:07'14"20 |
| 12   | Kunio Shibata     | 32'39"30    | 1:08'00"90 |
| 13   | Roger Allen       | 35'06"61    | 1:08'37"53 |

### Terza frazione
| Pos. | Atleta             | Individuale | Totale     |
| ---- | ------------------ | ----------- | ---------- |
| 1    | Ivar Formo         | 31'16"78    | 1:33'25"27 |
| 2    | Fëdor Simašev      | 32'18"63    | 1:34'26"57 |
| 3    | Gunnar Larsson     | 31'35"96    | 1:34'46"17 |
| 4    | Alois Kälin        | 31'13"11    | 1:34'48"01 |
| 5    | Juhani Repo        | 33'47"89    | 1:36'59"72 |
| 6    | Ján Michalko       | 33'19"57    | 1:37'12"12 |
| 7    | Gerhard Grimmer    | 33'49"31    | 1:37'18"58 |
| 8    | Renzo Chiocchetti  | 33'29"66    | 1:39'26"95 |
| 9    | Hartmut Döpp       | 32'22"00    | 1:39'36"20 |
| 10   | Gilbert Faure      | 34'35"09    | 1:41'11"06 |
| 11   | Larry Martin       | 34'47"78    | 1:41'26"77 |
| 12   | Akiyoshi Matsuoka  | 33'40"58    | 1:41'41"48 |
| 13   | Jarl Omholt-Jensen | 35'34"13    | 1:44'11"66 |

### Quarta frazione
| Pos. | Atleta              | Individuale | Totale     |
| ---- | ------------------- | ----------- | ---------- |
| 1    | Vjačeslav Vedenin   | 30'21"37    | 2:04'47"94 |
| 2    | Johannes Harviken   | 31'31"79    | 2:04'57"06 |
| 3    | Eduard Hauser       | 32'12"05    | 2:07'00"06 |
| 4    | Sven-Åke Lundbäck   | 32'17"43    | 2:07'03"60 |
| 5    | Osmo Karjalainen    | 30'50"47    | 2:07'50"19 |
| 6    | Gert-Dietmar Klause | 32'45"15    | 2:10'03"73 |
| 7    | Walter Demel        | 31'06"65    | 2:10'42"85 |
| 8    | Ján Ilavský         | 34'15"43    | 2:11'27"55 |
| 9    | Ulrico Kostner      | 32'40"16    | 2:12'07"11 |
| 10   | Tomio Okamura       | 32'17"66    | 2:13'59"14 |
| 11   | Jean Jobez          | 33'24"92    | 2:14'35"98 |
| 12   | Mike Elliott        | 33'10"51    | 2:14'37"28 |
| 13   | Malcolm Hunter      | 32'44"75    | 2:16'56"41 |